# Карлос Льявадор
Карлос Льявадор Фернандес (ісп. Carlos Llavador Fernández; нар. 26 квітня 1992 року, Мадрид, Іспанія) — іспанський фехтувальник на шаблях, призер чемпіонатів світу та Європи.

## Виступи на Олімпіадах
| Олімпіада  | Дисципліна           | Місце |
| ---------- | -------------------- | ----- |
| Токіо 2020 | індивідуальна рапіра | 23    |
| Париж 2024 | індивідуальна рапіра | 14    |